# Lenguajes de recuperación
Los lenguajes de recuperación para las páginas web se encuadran dentro del ámbito de la recuperación y organización de la información. La recuperación de información se basa en la localización y búsqueda de información puntualmente, y se caracteriza por la utilización de un lenguaje de recuperación que permite comunicarse con la base de datos correspondiente, que es donde se encuentran los documentos que pueden resultar relevantes para el usuario que hizo la búsqueda. 